# Resolutie 646 Veiligheidsraad Verenigde Naties
Resolutie 646 van de Veiligheidsraad van de Verenigde Naties was de laatste VN-Veiligheidsraadsresolutie in de jaren 1980. De resolutie werd unaniem aangenomen op 14 december 1989.

## Achtergrond
Nadat in 1964 geweld was uitgebroken op Cyprus, stationeerden de VN er de UNFICYP-vredesmacht. De missie van deze macht werd vervolgens om het half jaar verlengd.

## Inhoud
De Veiligheidsraad:
- neemt nota van de rapporten van de secretaris-generaal over de VN-operatie in Cyprus;
- bemerkt de aanbeveling van de secretaris-generaal om de macht met een periode van zes maanden te verlengen;
- bemerkt ook het akkoord van de Cypriotische overheid voor het behoud van de macht na 15 december 1989;
- herbevestigt resolutie 186 (1964);

1. verlengt de VN-vredesmacht nogmaals met een verdere periode tot 15 juni 1990;
2. vraagt de secretaris-generaal om zijn bemiddeling voort te zetten, de Veiligheidsraad op de hoogte te houden en tegen 31 mei 1990 te rapporteren over de uitvoering van deze resolutie;
3. roept alle betrokken partijen op om te blijven samenwerken met de macht.

## Verwante resoluties
- Resolutie 625 Veiligheidsraad Verenigde Naties (1988)
- Resolutie 634 Veiligheidsraad Verenigde Naties
- Resolutie 649 Veiligheidsraad Verenigde Naties (1990)
- Resolutie 657 Veiligheidsraad Verenigde Naties (1990)

Lijst ·  627 ·  628 ·  629 ·  630 ·  631 ·  632 ·  633 ·  634 ·  635 ·  636 ·  637 ·  638 ·  639 ·  640 ·  641 ·  642 ·  643 ·  644 ·  645 ·  646